# Spoorlijn Bad Malente-Gremsmühlen - Lütjenburg
De spoorlijn Bad Malente-Gremsmühlen - Lütjenburg was een Duitse spoorlijn in Sleeswijk-Holstein en was als spoorlijn 1112 onder beheer van DB Netze.

## Geschiedenis
Het traject werd door Kaufmann Janus in fases geopend.
- Gremsmühlen - Kletkamp: 8 december 1890
- Kletkamp - Schmiedendorf: 1 juni 1891
- Schmiedendorf - Lütjenburg: 14 oktober 1892

Personenvervoer is opgeheven in 1976, hierna heeft nog 20 jaar goederenvervoer plaatsgevonden tot de lijn in 1996 werd gesloten. Ondanks plannen om de lijn weer in bedrijf te nemen is tot op heden dit niet gerealiseerd.

## Aansluitingen
In de volgende plaats was er een aansluiting op de volgende spoorlijn:
Bad Malente-Gremsmühlen
DB 1023, spoorlijn tussen Kiel en Neustadt
Lütjenburg
lijn tussen Kirchbarkau en Lütjenburg